# Верхняя Бургундия

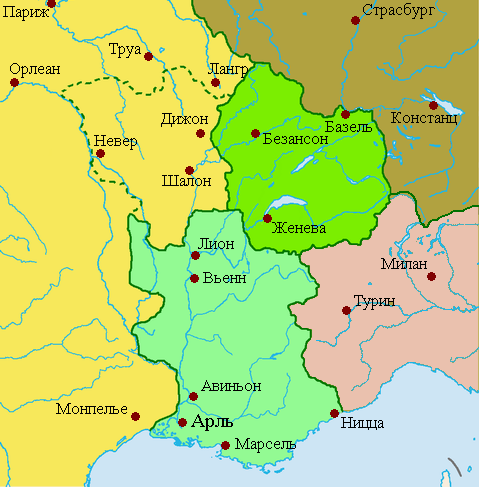
Бургундские государства в 925 году
Королевство Верхняя Бургундия
Королевство Нижняя Бургундия
Западнофранкское королевство
Восточнофранкское королевство
Королевство Италия Пунктиром обозначена территория Бургундии, отошедшая в 843 году к Западнофранкскому королевству (будущее герцогство Бургундия)

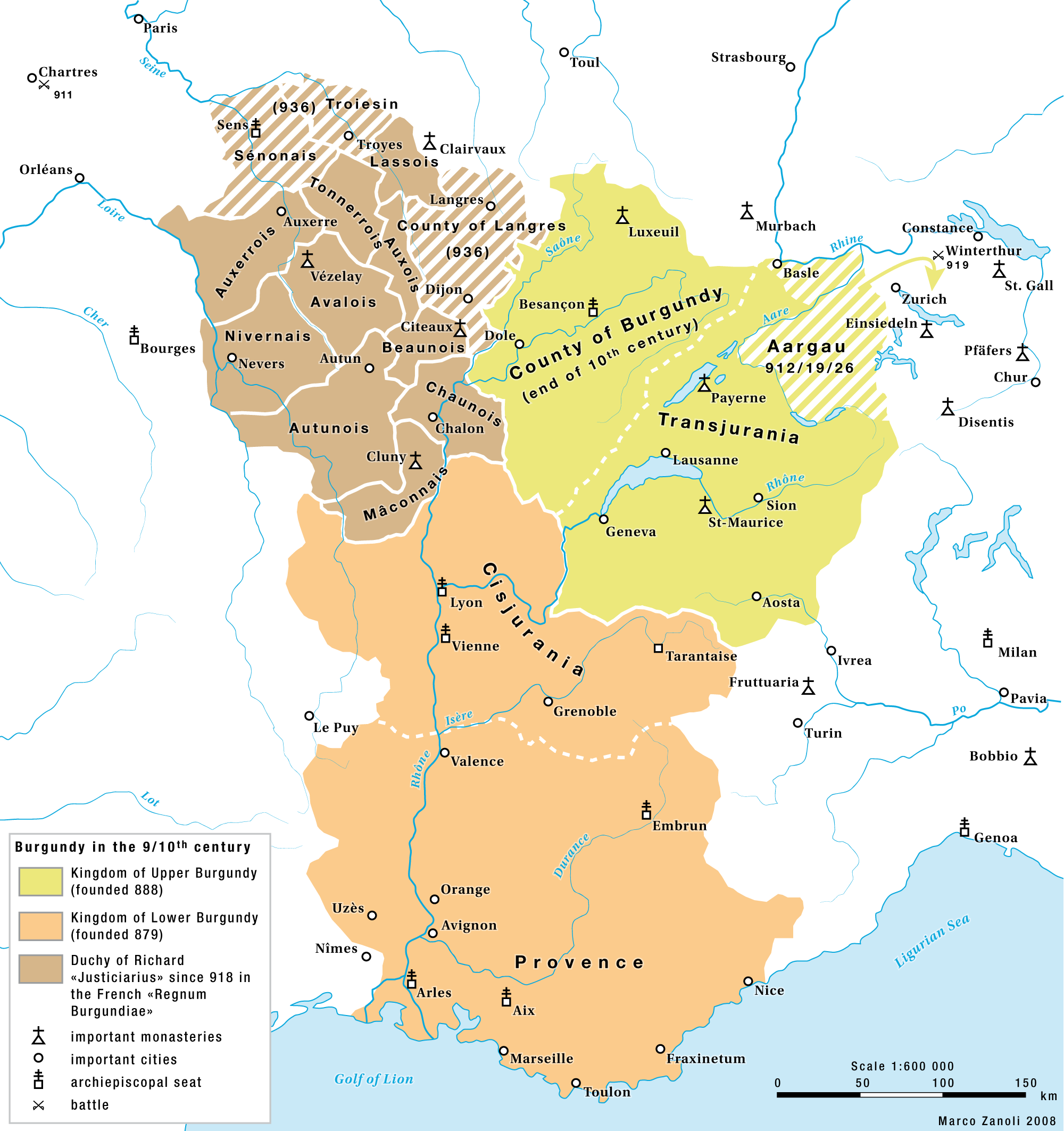
Бургундия в IX—X вв. (Верхняя Бургундия обозначена жёлтым)

Королевство Верхняя Бургундия (фр. Haute Bourgogne) — одно из государств, образованных после распада империи Карла Великого. Королевство включало территорию западной части современной Швейцарии, Франш-Конте и Шабле. Провозглашённое в 888 году, государство просуществовало до 933 года, когда оно объединилось с королевством Нижняя Бургундия в Бургундское королевство во главе с королём Верхней Бургундии.

## Возникновение
В 843 году Франкская империя, основанная Карлом Великим, была разделена в соответствии с условиями Верденского договора между наследниками Карла. На её территории были образованы три крупных государства: Западнофранкское королевство (будущая Франция), Восточнофранкское королевство (будущая Германия) и «Срединное королевство», куда вошла Италия и полоса земель от Нидерландов до Прованса. К этому «Срединному королевству», во главе которого встал император Лотарь I, отошла бо́льшая часть бывшего франкского королевства Бургундия, за исключением небольшой северо-западной части к западу от Соны, которая была закреплена за Западнофранкским королевством и на территории которой в дальнейшем образовалось герцогство Бургундия. После смерти Лотаря I в 855 году его «Срединное королевство» вновь подверглось разделу: Италия и титул императора отошли старшему сыну Людовику II, Лотарингия — среднему Лотарю II, а Бургундское королевство — младшему Карлу.
В состав королевства Карла вошли земли в бассейне Роны и Соны, то есть будущие исторические области Прованс, Дофине, Лионнэ, Савойя, Франш-Конте, Форе и западная половина современной Швейцарии. Центр государства Карла находился в Провансе и оно получило название Regnum Provinciae (с лат. — «королевство Прованс»). Однако это государственное образование оказалось недолговечным: после смерти короля Карла в 863 году контроль над северной частью его владений установил Лотарь II, а Прованс и Дофине отошли к Людовику II. В 869 году скончался Лотарь II. В соответствии с Мерсенским договором его земли были разделены между Западнофранкским и Восточнофранкским королевствами, причём Бургундия к востоку от Соны досталась последнему. В 884 году практически все территории Франкской империи (кроме Прованса) были объединены под властью Карла III Толстого, но с его смертью в 888 году независимость отдельных франкских королевств была восстановлена.
Смерть Карла Толстого послужила толчком к формированию нового государственного образования в верховьях Роны и Соны. Бароны и духовенство этой части бывшего Бургундского королевства собрались в 888 году в городе Сент-Морис в Вале и провозгласили своим королём крупнейшего магната западной Швейцарии Рудольфа I Осерского. В результате было образовано независимое королевство Верхняя Бургундия, которое включило в себя северную часть бывшего Regnum Provinciae: Франш-Конте, Савойю и территорию современной западной Швейцарии.

## Политическая история
Первый король Верхней Бургундии Рудольф I (859—912) пытался возродить единство «Срединного королевства» императора Лотаря I. Однако его попытка завоевать Лотарингию натолкнулась на решительное противодействие Арнульфа Каринтийского, короля Восточнофранкского королевства. В ответ на отказ Рудольфа I от претензий на Лотарингию Арнульф признал независимость Верхней Бургундии. При сыне и преемнике Рудольфа I короле Рудольфе II государство оказалось втянутым в борьбу за императорский престол. В 922 году Рудольф II короновался королём лангобардов в Павии, а в следующем году разбил императора Беренгара I и подчинил себе всю Италию. Однако против Рудольфа II выступил граф Гуго Вьеннский, который в 926 году вытеснил Рудольфа с Апеннинского полуострова и сам короновался итальянской короной. Борьба между этими двумя монархами завершилась компромиссом: в 933 году Рудольф II отказался в пользу Гуго от претензий на Италию, взамен чего получил Нижнюю Бургундию. В результате два бургундских государства были объединены в единое королевство Бургундия. Столицей нового государственного образования стал город Арль, который дал второе название новому королевству — Арелат.

## Потеря независимости

Государственные образования на территории Верхней Бургундии к 1200 году
Графство Бургундия (Франш-Конте)
Графство Монбельяр
Владения графов Савойи
Владения Царингенов
Владения Габсбургов
Церковные владения Красной линией обозначены границы Верхней Бургундии, Франции и Священной Римской империи

После вхождения Верхней Бургундии в состав Арелатского государства в 933 году она сохранила некоторую автономию. Перемещение центра бургундской государственности в Арль подняло значение Прованса и ослабило центральную власть в Верхней Бургундии. Это способствовало росту влияния в регионе местных феодалов, прежде всего графов Безансона, под контролем которых находилась территория между Соной и горами Юра (будущее Франш-Конте). Усилению баронов в Верхней Бургундии короли пытались противопоставить духовенство, предоставляя епископам Безансона, Лозанны и Сьона обширные земельные владения и светскую власть над населением окружающих территорий. В 1032 году со смертью последнего короля Бургундии Рудольфа III государство потеряло независимость и вошло в состав Священной Римской империи. В 1034 году аристократия Верхней Бургундии в Цюрихе признала своим королём императора Конрада II, который в том же году короновался в Женеве. С этого времени титул короля Бургундии принадлежал императорам Священной Римской империи. Постепенно территория Верхней Бургундии распалась на несколько более мелких государственных образований, находящихся под сюзеренитетом немецких императоров: пфальцграфство Бургундия (Франш-Конте), графство Савойя, епископства Безансон, Базель и Сьон, владения Царингенов в северо-западной Швейцарии и ряд других феодальных владений.

## Список королей Верхней Бургундии

### Короли «Срединного королевства»
- 843—855 : Лотарь I (795—855), император с 817, король Италии с 818, король «Срединного королевства» с 843

### Короли Лотарингии
- 855—869 : Лотарь II, король Лотарингии;

### Короли Прованса
- 855—863 : Карл, король Прованса;

### Маркграфы Верхней (Трансюранской) Бургундии
- 864—876 : Конрад II, граф Осера 859—864, маркграф Верхней (Трансюранской) Бургундии с 864;
- 876—888 : Рудольф I, король Верхней Бургундии с 888;

### Короли Верхней (Трансюранской) Бургундии
- 888—912 : Рудольф I, король Верхней Бургундии;
- 912—937 : Рудольф II, король Верхней Бургундии, с 933 году — король Нижней Бургундии;

- 937—993 : Конрад I, король Бургундии;
- 993—1032 : Рудольф III, король Бургундии.
- 1034 : вхождение Бургундии в состав Священной Римской империи.